# الخاندرو سانچز (بازیکن فوتبال، زاده ۱۹۸۶)
الخاندرو سانچز (انگلیسی: Alejandro Sánchez؛ زادهٔ ۲۵ اکتبر ۱۹۸۶) بازیکن فوتبال اهل آرژانتین است.
از باشگاه‌هایی که در آن بازی کرده‌است می‌توان به باشگاه ورزشی آئوداکس ایتالیانو اشاره کرد.